# Cantó d'Aix-en-Othe
El cantó d'Aix-en-Othe és una divisió administrativa francesa del departament de l'Aube. Té 36 municipis i el cap és Aix-Villemaur-Pâlis.

## Municipis
- Aix-en-Othe
- Bérulle
- Maraye-en-Othe
- Nogent-en-Othe
- Paisy-Cosdon
- Rigny-le-Ferron
- Saint-Benoist-sur-Vanne
- Saint-Mards-en-Othe
- Villemoiron-en-Othe
- Vulaines

## Història
| Data d'elecció                           | Identitat       | Partit               | Qualitat |
| ---------------------------------------- | --------------- | -------------------- | -------- |
| 1952-1958                                | M. Becker       | PCF                  |          |
| 1952-19..                                | M. Audinot      | PPUS                 |          |
| 19..-1970                                | Antonin Blondin | SFIO                 |          |
| 1970-1994                                | André Leméland  | radical, després UDF |          |
| 1994-                                    | Marc Domèce     | RPR, després UMP     |          |
| les dades anteriors no són pas conegudes |                 |                      |          |
|                                          |                 |                      |          |

## Demografia
| A partir de 1990: Població sense dobles comptes |